# Микулины
Мику́лины (Нику́лины) — русские дворянские роды, три из которых относятся к древнему столбовому дворянству. 

Опричниками Ивана Грозного числились: Григорий, Иван, Меркур Утешев, Аксён, Олег, Первуша, Семён Микулины (1573). 

В Гербовник внесены три фамилии Микулиных.
1. Потомки Ивана Ивановича Микулина, жалованного вотчиной в 1618 году. Род внесён в VI часть родословной книги Калужской губернии[2] (Гербовник VII, 40).
2. Потомки Трофима Микулина, служившего дворянские службы в 1627 году. Род внесён в VI часть родословной книги Симбирской губернии (Гербовник IX, 63)[3].
3. Потомки Григория Евсеевича Микулина, жалованного грамотой в 1682 году. Род внесён в VI часть родословной книги Псковской губернии (Гербовник IX, 109)[4][5].

## Известные представители
- Микулин, Григорий Иванович — русский посол в Англию (1600—1601).
- Микулин Пётр — дьяк, воевода в Казани в 1602 году.
- Микулин Андрей Андреевич — воевода во Владимире на Клязьме в 1609 году.
- Микулин Тимофей — воевода в Можайске в 1611 году.
- Микулин Гаврила Клементьевич — можайский городовой дворянин в 1627—1629 годах.
- Микулины Лука и Яков Петровичи — московские дворяне в 1627—1640 годах.
- Микулин Иван Иванович — козельский городовой дворянин в 1629 году.
- Микулин Савва — губной староста, воевода в Малом-Ярославце в 1641—1649 годах.
- Микулин Иван — дьяк, воевода в Пскове в 1665 и 1674—1675 годах.
- Микулин Фёдор — дьяк, воевода на Двине в 1681—1683 г[6].
- Микулин Богдан Фёдорович — стольник в 1689—1692 годах.
- Микулины: Андрей Львович, Иван Дмитриевич, Лев Андреевич, Мокей Иванович — московские дворяне в 1668—1692 годах[7].

## Описание герба
На щите, разделенном надвое, в верхней половине, в голубом поле, изображен золотой крест, а под ним в серебряном поле три чёрные фигуры наподобие буквы М, означающие милмес.
На щите дворянский коронованный шлем. Нашлемник: три страусовых пера. Намёт на щите голубой, подложенный золотом. По сторонам щита поставлены два воина, имеющие в руках по одному знамени. Герб рода Микулиных внесён в Часть 7 Общего гербовника дворянских родов Всероссийской империи (стр. 40).